# Kreuzweg Ost
Kreuzweg Ost ist eine Gruppe aus Österreich, die dem Martial Industrial zugerechnet wird und sich vor allem mit den Themen Krieg und Religion beschäftigt.

## Geschichte
Gegründet wurde Kreuzweg Ost von Michael Gregor (unter dem Pseudonym Silenius bei den österreichischen Black-Metal-Bands Summoning und Abigor aktiv) und Martin Schirenc (Pungent Stench und Hollenthon). Kurz nach Veröffentlichung des Debütalbums Iron Avantgarde verließ Schirenc die Band.
2003 wurde Kreuzweg Ost von Gregor durch Oliver Stummer und Ronald Albrecht wieder erweitert. Mit dieser Besetzung wurde 2005 das Album Edelrost und 2012 Gott mit uns veröffentlicht.

## Stil
Gemeinsam ist den Veröffentlichungen von Kreuzweg Ost, dass kein Gesang im eigentlichen Sinne vorkommt. Stattdessen werden Samples aus Krieg oder Religion thematisierenden Filmen der unterschiedlichsten Genres, darunter Der Name der Rose, Der Zauberberg, Im Westen nichts Neues und Der Legionär, verwendet, die laut VV vom A-Blaze „sozusagen die Funktion des Gesangs“ übernehmen, wodurch „die Lieder auch einen regelrechten Hörspielcharakter [entwickeln], bei dem man sich die einzelnen Motive […] vor dem geistigen Auge lebhaft vorstellen kann“.

## Diskografie
- 2001: Iron Avantgarde (Draenor Productions)
- 2005: Edelrost (Cold Spring Records)
- 2012: Gott mit uns (Cold Spring Records)